# بين لوز
بين لوز (بالعبرية: בן לוז‏) هو لاعب كرة قدم إسرائيلي، ولد في 18 فبراير 1978 في إسرائيل. شارك مع منتخب إسرائيل تحت 21 سنة لكرة القدم ومنتخب إسرائيل لكرة القدم. أما مع النوادي، فقد لعب مع نادي بني يهودا تل أبيب ونادي مكابي تل أبيب ونادي هبوعيل تل أبيب وهبوعيل حيفا.

## مسيرته الكروية
لعب بين لوز خلال مسيرته الاحترافية مع 6 أندية في ثمانية عشر موسمًا وسجل خلالها 48 هدفًا ضمن 313 مباراة. حيث فاز في موسمًا واحدًا بالكأس وفي موسمين بالدوري.
خاض بين لوز مسيرته مع نادي مكابي تل أبيب في موسم 1994–95 ليلعب معه ستة مواسم، مشاركًا في 73 مباراة سجل خلالها 5 أهداف. ثم انتقل إلى نادي بني يهودا تل أبيب في موسم 2000–01 في المرة الأولى لمدة موسم واحد ثم في موسم 2003–04 واستمر معه طيلة ثلاثة مواسم، حيث شارك طوالها في 75 مباراة سجل خلالها 17 هدفًا. لينتقل بعدها إلى نادي هابوعيل تل أبيب في موسم 2001–02 في المرة الأولى ولمدة موسمين ثم في موسم 2008–09 لمدة موسم واحد، مشاركًا طوالها في 86 مباراة سجل خلالها 18 هدفًا. ثم انتقل إلى هبوعيل كفار سابا ‏ في موسم 2005–06 واستمر معه طيلة ثلاثة مواسم، مشاركًا في 66 مباراة سجل خلالها 8 أهداف. هذا وانتقل لاحقًا إلى Hapoel Ramat Gan Givatayim F.C. ‏ في موسم 2009–10 لمدة موسم واحد، مشاركًا في 6 مباريات ولم يسجل أي هدف.

## وصلات خارجية
- بين لوز على موقع قاعدة بيانات كرة القدم.إي يو (الإنجليزية)
- بين لوز على موقع ناشيونال فوتبول تيمز (الإنجليزية)